# Fosforbrons

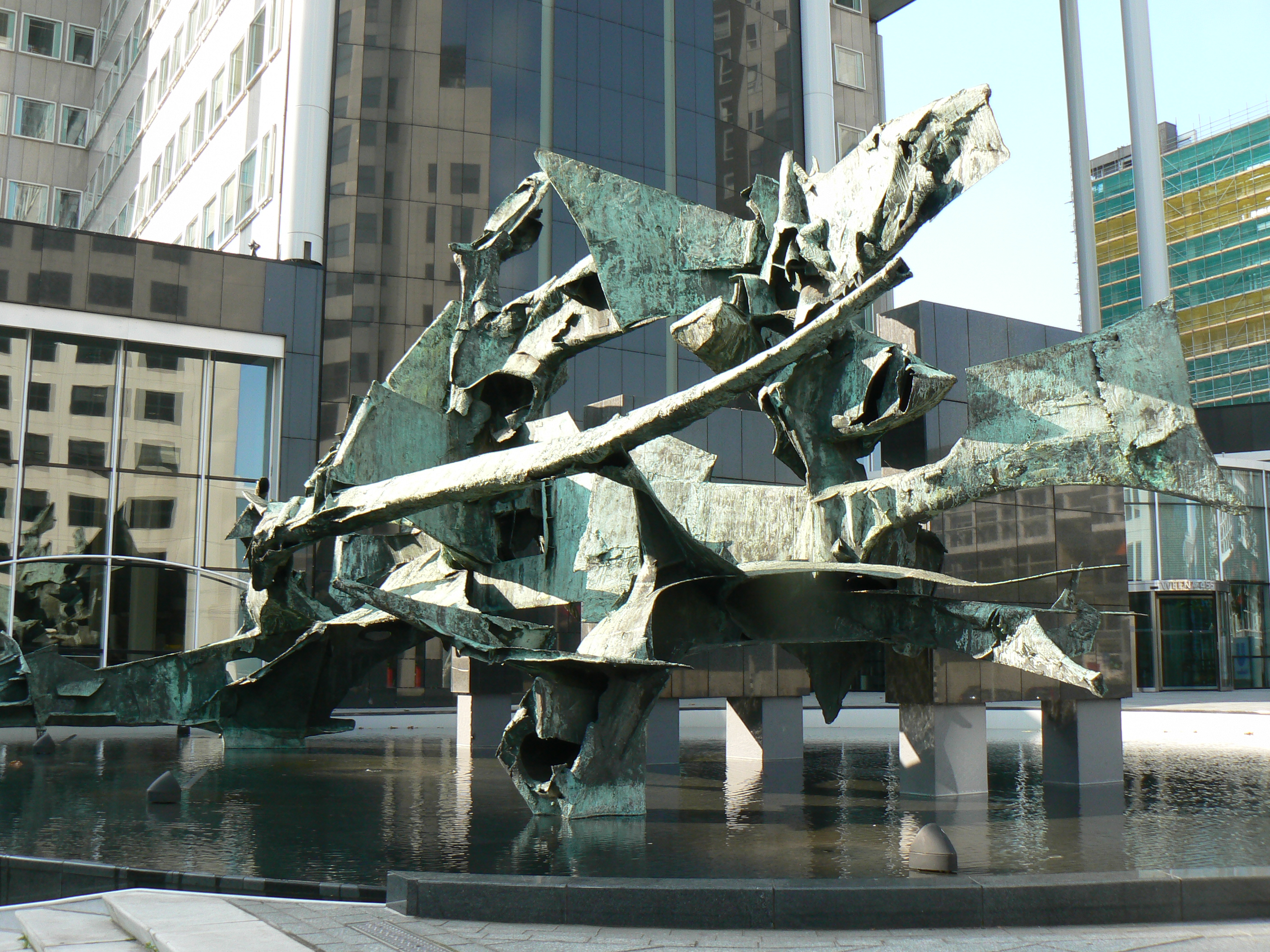
Een beeld uit fosforbrons van Wessel Couzijn in Rotterdam

Fosforbrons is een legering van koper, 0,5 tot 11% tin en 0,01 tot 0,35% fosfor.
In het midden van de 19e eeuw werden legeringen met fosfor beschreven door Pelletier, Henry Rose en Berzelius. In 1871 werd het productieproces van fosforbrons verbeterd door de Belgische industrieel Georges Montefiore-Levi en C. Kunzel.
Het toegevoegde fosfor werkt als de-oxidatie-ingrediënt tijdens het smelten. Deze legering kenmerkt zich door zijn taaiheid, sterkte, lage wrijvingscoëfficiënt en fijne structuur. Het fosfor verbetert ook de vloeibaarheid van het gesmolten metaal en daarmee de gietbaarheid.

## Toepassingen
Fosforbrons wordt gebruikt voor veren, bouten en verschillende andere voorwerpen, daar waar weerstand tegen vermoeiing, slijtage en chemische corrosie noodzakelijk is, bijvoorbeeld bij een scheepsschroef. Fosforbrons wordt daarnaast gebruikt in sommige blaasinstrumenten, omdat het een muziekinstrument een "donkerder", meer complex geluid geeft dan een standaard bronslegering. Het wordt soms gebruikt bij de fabricage van cimbalen en akoestische instrumentsnaren.
Daarnaast wordt fosforbrons gebruikt in elektrische meetinstrumenten vanwege de hoge veerkracht en lage elektrische weerstand.